# Дилема крокодила
Дилема крокодила (Крокодилів парадокс, Крокодилів софізм) — логічний парадокс з того ж сімейства парадоксів автореференції, що і парадокс брехуна. Парадокс відомий з Давньої Греції, його авторство приписують Кораксу.

## Формулювання
Коли крокодил викрав в однієї матері дитя, вона стала прохати його повернути їй його. Крокодил обіцяв виконати її прохання тоді і тільки тоді, якщо вона скаже правильну відповідь на питання чи з'їсть він дитину.
Якщо мати скаже, що крокодил віддасть дитину, крокодил може віддати дитину або з'їсти, не суперечачи своїм словам. Дилеми немає.
Дилема постає, коли мати стверджує «ти не повернеш мені дитя». Якщо крокодил вирішує залишити собі дитину, він підтверджує слова матері, отже, вона зробила правильне передбачення і крокодил навпаки віддає їй дитину назад. Якщо ж крокодил вирішує віддати дитину, передбачення матері не справджується і крокодил не має віддати дитину.
«Виходить, я не повинен повертати тобі твоє дитя в жодному разі, — відповів у свою чергу крокодил, — сказала ти правду чи ні. У тому разі, коли ти сказала правду, я не повинен повертати його тобі з твоїх власних слів: інакше ти б сказала неправду. Що як ти сказала неправду, я теж не повинен повертати тобі дитя, бо тоді ти сказала неправду і не виконала своєї обіцянки щодо нашої з тобою умови».
Питання «що має робити в такому випадку крокодил» таким чином є парадоксальним і не має однозначного вирішення.
Тут можна навести такий кумедний приклад: «Якщо ти вчений, то навіщо тобі вчитись, оскільки ти все знаєш. Якщо ти неук, то також навіщо тобі вчитись, бо ти нічого не знаєш і навряд чи пізнаєш».